# Màrius Sampere
Màrius Sampere i Passarell (Barcelona, 28 de diciembre de 1928-ib., 26 de mayo de 2018) fue un poeta español en lengua catalana.

## Biografía
Hijo de un hombre tenaz, campeón de ajedrez y con una fuerte vinculación al país, y de una mujer sensible, delicada y culta.[cita requerida]
Desde que tenía un año hasta los cumplir los catorce, Marius vivió con su madre y su familia. En 1942, después de que la Guerra civil acabara con la relativa comodidad de la que gozaba su familia, sus padres volvieron a vivir juntos.[cita requerida]
Autodidacta y gran lector de poesía en diversos idiomas, cursó estudios superiores de música y fue director de uno de los grupos de la “Nueva canción” entre 1963 y 1976 para la que compuso letras y canciones.[cita requerida]
En 1999 fue galardonado con la Creu de Sant Jordi concedida por la Generalidad de Cataluña.[cita requerida]

## Obra literaria
Los poemas de Màrius Sempere hablan de los seres humanos, de sus emociones, de sus tragedias, del amor, el dolor y la muerte. Sampere es como un niño que juega con las palabras y con la retórica se ríe de los estilos literarios y hace chistes con la Filosofía y se divierte desconcertando al lector. Dice un disparate de los más gordos, nos hace bailar la cabeza y luego acaba con una sentencia para aclarar al lector. Es un autor que no va con embudos, se mira a sí mismo y dice lo que ve y posiblemente es esto un punto de humor. 
Sempere crea a un personaje público, libro a libro crece y progresa, se confunde y se separa, a conveniencia del propio poeta. Borra el tiempo y hace de su vida un continuo, ahora estamos aquí y al mismo tiempo estamos allí. Se siente aún en la barriga de su madre y experimenta la sub luz, más tarde nace y más allá se encuentra con la muerte. Crea sensación de que sea todo como un paisaje: él y su madre.
Ligados por este cordón umbilical que es el acto de nacer: “pero mi cuerpo/ nunca sale de la madre adormida:/ la mujer sueña que me tiraba a los lobos/ yo se que pretendo encontrar el misterio”. Incluso Sempere lleva a sus personas hasta otras vidas, otras reencarnaciones y nos habla de Samsara y de la metempsicosis. Para él la vida son ciclos repetitivos, de esferas concéntricas en el centro de las cuales encontramos a su personaje. Un laberinto donde cualquier salida está dentro, donde la única salida de verdad es la muerte. Nos dice que “huye del frío del panteísmo y quiere encontrar la fórmula que unifica todas las formas del universo”, el caos es el motor propulsor de la humanidad en vez de una plenitud utópica: La divinidad ausente. Divinidad que paradójicamente, en un oculto proceso que no evoluciona —efecto Bumerang— se identifica con nosotros mismos. Nos dice que él es el Cristo y que es hermano de los cristos pululadores. 
La idea que el poeta se hace de Dios atraviesa toda su obra y es una idea original: Dios no existe, solo la carne. En un poema de “la canción de la metamorfosis” leemos “El agujero por donde se cuela Dios” refiriéndose al sexo de la mujer. Pero también declara: “he estado escéptico toda la vida y he llegado a considerar la vida desde un punto de vista nihilista, aunque creo que no se escucha nada, que no somos, somos lo máximo que podemos ser”. Esta relación conflictiva con el Dios absoluto o el creador, Sempere la define no como un panteísmo, sino como un misticismo mas total: “huyo de el otoño, del panteísmo y quiero encontrar la fórmula que unifica todas las formas del universo”. Es por eso que también la ausencia trae uno de los temas principales de su poesía, ya que denota desde la falta del sentido trascendental hasta la absurdidad cotidiana. De la soledad y la desolación del ser. Decir tiempo en la obra Samperiana significa decir muerte.
En abril de 2010, con 81 años, Màrius Sempere publicó la que se considera su primera novela “ El rascacielos”. Ha influenciado a poetas más jóvenes como Montserrat Costas entre otros.
En julio de 2014 el poeta fue homenajeado en el auditorio de las Artes de Santa Mónica. Destacaron sus lecturas de Francisco Garriga, Jordi Valls, Núria Martínez-Vernis, Carles Duarte y Vicenç Llorca.
La poeta Mireia Vidal-Conte se dedicó, durante los últimos años de la vida del poeta (2015-2018), a hacer de curadora y coeditora de les sus últimas obras; lo que el poeta consideró que era su legado literario: L'esfera insomne, Dèmens, Alien i la terra promesa, y Nadie y la luz.

## Obra poética publicada
- 1968: ”El hombre y el límite”, Barcelona, Proa
- 1976: Poemas de baja frecuencia, Barcelona, Ediciones 62
- 1982: Samsara, Valencia, Prometeo
- 1986: Libro de las inauguraciones, Barcelona, Columna
- 1987: Oniris y el tiro del cazador”, Barcelona, Columna
- 1990: “El pájaro que piula”, Barcelona, Columna
- 1992: La taula i les estrelles, Barcelona, Columna
- 1995: La canción de la metamorfosis, Barcelona, Columna
- 1996: Demiurgo, Barcelona, Columna
- 1997: Thanatos suite (poemario bilingüe catalán-castellano), Barcelona, Seuba
- 1999: “si no fuera un secreto” (antología poética de D. Sam Abrams i Jaume Subirana), Barcelona, Proa
- 2000: Subllum, Barcelona, Proa
- 2002: Las inminencias, Barcelona, Proa
- 2003: Jerarquías, Barcelona, Proa
- 2003: Mutaciones, Olot, Miquel Plana
- 2004: Iconograma, Santa Coloma de Gramenet, La Garúa Libros
- 2004: “Diálogos con la ciudad”, Santa Coloma de Gramenet, Centre Excursionista Puig Castellar
- 2006: “Nos encontraremos fuera”, Barcelona, Proa
- 2008: “Otras presencias”, Barcelona, Editorial Meteora[2]
- 2009: La ciudad sumergida: Obra poética inédita (1970-2008), Pollensa, Ediciones del Salobre
- 2013: Infinito, La Bisbal d'Empordà, Ubicuo Studio[3]
- 2014: Nadie más y la sombra, Barcelona, Proa[4]
- 2014: Dorm/Els espais ocupats, Badalona, Pont del Petroli
- 2014: Ningú més i l'ombra, Barcelona, Proa
- 2015: 123, La Pobla de Farnals, Edicions del Buc
- 2015: L'esfera insomne, Barcelona, LaBreu Edicions
- 2015: Ignosi, Barcelona, Edicions Ponçianes
- 2015: Bèsties 13, Barcelona, Edicions Ponçianes. (Antologia a cura de Mireia Vidal-Conte).
- 2017: Dèmens, Barcelona, LaBreu Edicions
- 2017: Nadie y la luz, Valencia, Pre-Textos.
- 2018 Descodificacions. Obra nuclear (Editorial Proa) (Antologia a cura de Carles Duarte i Mireia Vidal-Conte)

## Obra narrativa publicada
- 2008: Pandemónium o la danza de sí mismo”, Palma de Mallorca, Lleonard Muntaner Editor
- 2010: El rascacielos, Barcelona, Editorial Meteora[5]
- 2014: L'escala de cargol: Sampere explica Sampere, Barcelona, Viena
- 2018: Àlien i la terra promesa, Barcelona, LaBreu Edicions

## Premios
- 1963: Premi Carles Riba per “El hombre y el límite”.
- 1974: Premio Presidente Macià-Amsterdam per Poemas ilícitos”.
- 1975: Recoge Maria Ribas i Carreras de poesía per Poemas de baja frecuencia.
- 1982: Premio Ciudad de Valencia de Sant Jordi de poesía per Samsara.
- 1984: Premio Miquel de Palol de poesía per Libro de las inauguraciones.
- 1998: Premio de las Instituciones de les Letras Catalanas de poesía per Demiurgo.
- 2001: Premio Crítica Serra d'Or de poesía per Subllum.
- 2002: Premio de la Crítica de poesía catalana per Les inminencias.
- 2003: Premio Laureà Mela per Jerarquías.
- 2003: Premio Nacional de Literatura per Les inminencias.
- 2003: Premio Ciudad de Barcelona per Les inminencias.
- 2009: Premio Cadaqués a Quima Jaume per “Otras presencias”.
- 2010: Premio Jaume Fuster de los escritores de la lengua catalana
- 2015: Premi de la Crítica de poesia catalana Ningú més i l'ombra.
- 2016: Premi Cavall Verd Josep M. Llompart de poesia L'esfera insomne.
- 2016: Premi Lletra d'Or per L'esfera insomne.